# オビモンドクチョウ

Dryadula phaetusa

オビモンドクチョウ（Dryadula phaetusa）は、チョウ目（鱗翅目）・アゲハチョウ上科・タテハチョウ科に分類されるチョウの一種。

## 分布
メキシコからブラジル、アルゼンチンにかけて分布する。

## 特徴
開長7.5cm。翅裏は明るい橙褐色の地色に黒色の帯がいくつか横切る。
林縁などの開けた場所に生息する。
トケイソウ科トケイソウ属を食草とする。